# Ayúdame
„Ayúdame” (în limba română: „Ajută-mă”) este un cântec al interpretei mexicane Paulina Rubio. Acesta fost compus de Cachorro López pentru cel de-al optulea material discografic de studio al artistei, Ananda. „Ayúdame” a fost lansat ca cel de-al treilea single al albumului în luna aprilie a anului 2007.
Piesa a beneficiat de un videoclip și de o campanie de promovare, obținând locul 8 în Spania și poziția cu numărul 11 în țara natală a interpretei, Mexic.

## Prezența în clasamente
După prestația mediocră a discului „Nada Puede Cambiarme” în Statele Unite ale Americii, „Ayúdame” a fost lansat ca cel de-al treilea single al materialului, obținând locul 36 în Billboard Hot Latin Songs. Înregistrarea a câștigat o clasare superioară în Billboard Latin Pop Airplay, poziționându-se pe treapta cu numărul 11. Cântecul a obținut clasări de top 10 în Columbia și Spania, urcând până pe locul 11 în Mexic.

## Lista cântecelor
Descărcare digitală
1. „Ayúdame” — 3:56

## Clasamente
| Clasament (2007)        | Poziția maximă | Referință |
| ----------------------- | -------------- | --------- |
| Argentina Singles Chart | 16             | [ 8 ]     |
| Columbia Singles Chart  | 7              | [ 7 ]     |
| Mexic Singles Chart     | 11             | [ 5 ]     |

| Clasament (2007)            | Poziția maximă | Referință |
| --------------------------- | -------------- | --------- |
| Spain Singles Chart         | 8              | [ 4 ]     |
| Billboard Hot Latin Songs   | 36             | [ 6 ]     |
| Billboard Latin Pop Airplay | 11             | [ 6 ]     |